# Royal Rumble (2008)
Royal Rumble 2008 sẽ là kì PPV Royal Rumble lần thứ 21 liên tiếp tổ chức bởi World Wrestling Entertainment (WWE). Nó sẽ diễn ra vào ngày 27 tháng 1 2008 tại Madison Square Garden  in New York, New York. Như thường lệ, người thắng sẽ có một suất tranh đai tại WrestleMania và chọn một trong các đai WWE Championship, World Heavyweight Championship,hoặc ECW Championship.
Royal Rumble 2008 cũng sẽ là kì WWE pay-per-view đầu tiên chiếu trên TV kĩ thuật số.

## Kết quả
| # | Kết quả                                                                            | Thể loại trận đấu                                    | Thời gian |
| - | ---------------------------------------------------------------------------------- | ---------------------------------------------------- | --------- |
| 1 | Shannon Moore và Jimmy Wang Yang đánh bại Deuce 'n Domino                          | Tag team match                                       | 06:10     |
| 2 | Ric Flair đánh bại Montel Vontavious Porter                                        | Career Threatening match                             | 07:50     |
| 3 | John "Bradshaw" Layfield đánh bại Chris Jericho by disqualification                | Singles match                                        | 09:24     |
| 4 | Edge (c) (with Vickie Guerrero, Curt Hawkins and Zack Ryder) đánh bại Rey Mysterio | Singles match for the World Heavyweight Championship | 12:34     |
| 5 | Randy Orton (c) đánh bại Jeff Hardy                                                | Singles match for the WWE Championship               | 14:12     |
| 6 | John Cena Loại người cuối cùng Triple H để thắng                                   | 2008 Royal Rumble match                              | 51:26     |

### Royal Rumble entrances and eliminations
Red ██ and "Raw" indicates a Raw superstar, blue ██ and "SD!" indicates a SmackDown! superstar, purple ██ and "ECW" indicates an ECW superstar, and white indicates a special guest entrant.
| #   | Tên              | Brand | Thứ tự bị loại | Bị loại bởi            | Thời gian |
| --- | ---------------- | ----- | -------------- | ---------------------- | --------- |
| 1   | The Undertaker   | SD    | 11             | Shawn Michaels         | 32:33     |
| 2   | Shawn Michaels   | Raw   | 12             | Mr.Kennedy             | 32:39     |
| 3   | Santino Marella  | Raw   | 1              | The Undertaker         | 00:25     |
| 4   | The Great Khali  | SD    | 2              | The Undertaker         | 01:09     |
| 5   | Hardcore Holly   | Raw   | 6              | Umaga                  | 13:46     |
| 6   | John Morrison    | ECW   | 14             | Kane                   | 29:23     |
| 7   | Tommy Dreamer    | ECW   | 3              | Batista                | 02:09     |
| 8   | Batista          | SD    | 28             | Triple H               | 37:40     |
| 9   | Hornswoggle      | SD    | 16             | Never re-entered match | 26:57     |
| 10  | Chuck Palumbo    | SD    | 5              | CM Punk                | 04:00     |
| 11  | Jamie Noble      | SD    | 4              | Palumbo                | 00:28     |
| 12  | CM Punk          | ECW   | 17             | Chavo Guerrero         | 13:50     |
| 13  | Cody Rhodes      | Raw   | 18             | Triple H               | 23:14     |
| 14  | Umaga            | Raw   | 26             | Batista                | 26:05     |
| 15  | Snitsky          | Raw   | 10             | The Undertaker         | 12:26     |
| 16  | The Miz          | ECW   | 13             | Hornswoggle            | 13:07     |
| 17  | Shelton Benjamin | ECW   | 7              | Michaels               | 00:18     |
| 18  | Jimmy Snuka      | –     | 9              | Kane                   | 02:43     |
| 19  | Roddy Piper      | –     | 8              | Kane                   | 01:00     |
| 20  | Kane             | SD    | 27             | Batista & Triple H     | 17:58     |
| 21  | Carlito          | Raw   | 22             | John Cena              | 15:07     |
| 22  | Mick Foley       | Raw   | 20             | Triple H               | 11:29     |
| 23  | Mr. Kennedy      | Raw   | 25             | Batista                | 13:32     |
| 24  | Big Daddy V      | ECW   | 19             | Triple H               | 07:49     |
| 25  | Mark Henry       | SD    | 24             | John Cena              | 09:12     |
| 26  | Chavo Guerrero   | ECW   | 23             | John Cena              | 07:33     |
| 27^ | Finlay           | SD    | 15             | Disqualified           | 00:15     |
| 28  | Elijah Burke     | ECW   | 21             | Triple H               | 02:11     |
| 29  | Triple H         | Raw   | 29             | John Cena              | 11:21     |
| 30  | John Cena        | Raw   | –              | Winner                 | 08:27     |